# Antonio Tuivuna
Antonio Tuivuna, detto Tony (20 marzo 1995), è un calciatore figiano, difensore del Lautoka e della Nazionale di calcio delle Figi.

## Carriera

### Club
Ha sempre giocato nel campionato figiano.

### Nazionale
Nel 2015 ha partecipato ai Mondiali Under-20.
È stato convocato per le Olimpiadi del 2016, in cui ha giocato 2 delle 3 le partite disputate dalla sua nazionale.

## Palmarès

### Club

#### Competizioni nazionali
- Campionato figiano: 2

Ba: 2012, 2013
- Champions vs. Champions figiana: 1

Ba: 2012